# Caetano Veloso
Caetano Emanuel Vianna Telles Veloso (Santo Amaro da Purificação, Bahía, 7 de agosto de 1942), conocido como Caetano Veloso es un músico y activista político brasileño. Ha sido llamado uno de "los grandes cantautores del siglo". También es cineasta y poeta. Es hermano de la cantante Maria Bethânia.

## Biografía
Nació el 7 de agosto de 1942 en Santo Amaro de Purificação, una pequeña ciudad del estado de Bahía, en Brasil.
Pertenece a una numerosa familia amante de la música, integrada por ocho hijos, dos de ellos adoptados; fue su padre, Don José Telles Velloso, y su madre, la legendaria Dona Cano (Claudionor Viana Teles Veloso). Caetano aprendió en su casa a tocar el piano y a los nueve años compuso su primera canción, un baião. Cuando llegó el momento de los estudios universitarios, junto a su hermana Maria Bethânia, se trasladó a Salvador de Bahía, donde pasó su juventud y estudió arte en la universidad.
A fines de 1966 acompañó a Maria Bethânia, quien había sido invitada a cantar en una obra musical en Río de Janeiro; obtuvo su primer éxito cuando ella grabó su primera composición.

Rápidamente ganó algunos premios y pudo grabar su primer álbum con Gal Costa: Domingo. En 1968, junto a Gilberto Gil, fue uno de los primeros emprendedores del llamado tropicalismo, movimiento cultural cuyo objetivo era la revaluación de la música tradicional brasileña. Grabó en 1968 su primer álbum solista llamado Caetano Veloso, y su música cruzó las fronteras con su controvertida É proibido proibir.

Caetano Veloso en el III Festival de la Música Popular, 1967. Archivo Nacional del Brasil.

Le fueron otorgados varios tivales de televisión. En el tropicalismo, además de Gilberto Gil, formaron parte otros músicos de Bahía como Gal Costa o Maria Bethânia.
En 1969 debido a la dictadura que asolaba Brasil, se vio obligado a exiliarse en Londres, Madrid y Tel Aviv. Tres años más tarde regresó a Brasil y grabó Araca azul, un disco experimental.
En 1976 formó un grupo con Gilberto Gil, Gal Costa y Maria Bethânia, e hicieron una gira por Brasil con el nombre de «Doces Bárbaros». Por aquellos años tuvo lugar su primera visita a la Argentina, de la mano del reconocido productor argentino Héctor Aure, a quien además se le debe la introducción de Gal Costa en el medio local.
Bicho fue lanzado en 1977 influido por el contacto que tuviera con la cultura nigeriana, donde había estado algunos meses antes. Ese mismo año publicó el libro Alegría, una colección de artículos y poemas que abarcan desde 1965 hasta 1976.
En 1981 tuvo su primer gran éxito con Outras palavras, y a partir de entonces su fama se extendió a todos los rincones del mundo.
En 1986 grabó junto con el compositor, cantante y director de cine Fito Páez el disco Corazón clandestino, un maxisimple que supuso el primer contacto de Veloso con el rock argentino.
En 1989 fue lanzado Estrangeiro. En 1991 editó un nuevo álbum llamado Circuladô. La letra que le dio nombre fue un poema de Haroldo Campos, poeta brasileño. El diseño de la tapa de Circuladô ao vivo fue idea de Caetano y fue lanzada en 1992 como una pieza maestra. En 1993 fue lanzado Tropicalia 2 con Gilberto Gil. Fina Estampa aparece en 1995 y Noites do norte en 2001. En 2006 publicó Ce, un disco con canciones inéditas de su autoría.
En 2003 colaboró con Nelly Furtado, en su segundo disco Folklore, en la canción «Island of Wonder».
Ha ganado cinco premio Grammy. En noviembre de 2012 fue galardonado por los Grammy Latino como la persona del año.
El 4 de septiembre de 2023, fue investido doctor honoris causa por la Universidad de Salamanca (USAL) por considerarlo uno de los músicos más importantes de los siglos XX y XXI dada su larga trayectoria artística y cultural. El acto tuvo lugar en el Paraninfo de la universidad con una ceremonia solemne en latín durante la que Veloso interpretó en directo, acompañado de su guitarra, la canción Genipao absoluto.

## Discografía
- 1967 - Domingo (con Gal Costa) Philips/Universal Music
- 1968 - Caetano Veloso Philips/Universal Music
- 1968 - Tropicália ou Panis et Circensis (con Gilberto Gil, Os Mutantes, Nara Leão, and Gal Costa) Philips/Universal
- 1968 - Ao Vivo (con Os Mutantes) Philips/Universal Music
- 1968 - "Veloso, Gil e Bethânia" RCA Victor/Sony Music
- 1969 - Caetano Veloso Philips/Universal Music
- 1971 - Caetano Veloso
- 1972 - Transa Philips/Universal Music
- 1972 - Barra 69 ao vivo na Bahia (con Gilberto Gil) Philips
- 1972 - Caetano e Chico - Juntos ao Vivo (con Chico Buarque) Phonogram
- 1973 - Araçá Azul Phonogram/Philips
- 1974 - Temporada de Verão - ao vivo na Bahia (con Gilberto Gil and Gal Costa) Phonogram
- 1975 - Jóia Philips
- 1975 - Qualquer Coisa Philips
- 1976 - Doces Bárbaros (con Gal Costa, Gilberto Gil and María Bethânia) Philips
- 1977 - Bicho Philips
- 1977 - Muitos Carnavais Phonogram/Philips
- 1978 - Muito (dentro da estrela azulada) Philips
- 1978 - María Bethânia e Caetano Veloso ao Vivo Phonogram/Universal Music
- 1979 - Cinema Transcendental Universal Music/Philips
- 1981 - Outras Palavras Philips
- 1981 - Brasil (con João Gilberto, Gilberto Gil and María Bethânia) Warner Music
- 1982 - Cores, Nomes Philips
- 1983 - Uns Philips
- 1984 - Velô Philips/Universal Music
- 1986 - Corazón Clandestino (con Fito Páez) (EMI)
- 1986 - Totalmente Demais Universal Music/Philips (live)
- 1986 - Caetano Veloso Nonesuch
- 1987 - Caetano Veloso Philips
- 1989 - Estrangeiro Philips
- 1991 - Circuladô Universal Music
- 1992 - Circuladô Vivo Universal Music
- 1993 - Tropicália 2 (with Gilberto Gil) Universal Music/Philips
- 1994 - Fina Estampa Universal Music
- 1994 - Fina Estampa ao Vivo Universal Music Brazil
- 1995 - O Quatrilho Natasha/Blue Jackel (film soundtrack)
- 1996 - Tieta do Agreste Natasha/Blue Jackel
- 1997 - Livro Universal Music
- 1999 - Prenda Minha Universal Music
- 1999 - Omaggio a Federico e Giulietta Universal Music (live)
- 1999 - Orfeu Natasha (film soundtrack)
- 2000 - Noites do Norte Universal Music
- 2001 - Noites do Norte ao vivo Universal Music
- 2001 - Canto (with Los Super Seven) Columbia/Legacy/Sony Music
- 2002 - Eu não peço desculpas (con Jorge Mautner) Universal Music
- 2002 - Todo Caetano (40 CD boxed set) Universal Music
- 2004 - A Foreign Sound Universal Music
- 2005 - Onqotô Independent
- 2006 - Perfil Som Livre
- 2006 - Cê Universal Music
- 2009 - Zii & Zie Universal Music
- 2011 - Music Multishow Ao Vivo Universal Music
- 2012 - Live at Carnegie Hall
- 2014 - Abraçaço
- 2021 - Meu Coco

## Cine

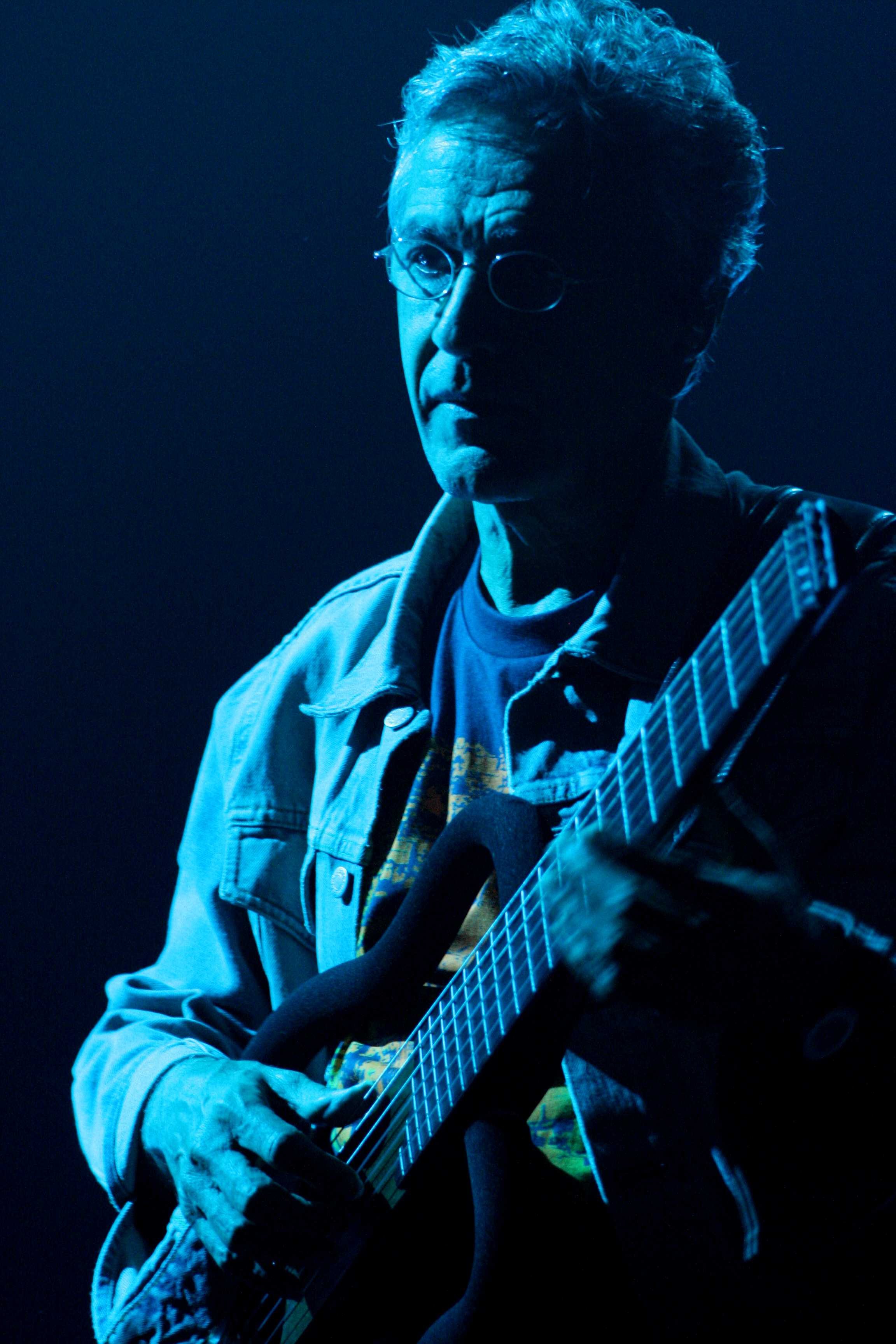

- Coração Vagabundo (2008)
- Hable con ella (2002)
- Cinema Falado (1986)
- Doces Bárbaros (1976)

## Literatura
- Veloso, Caetano (1997). Alegria, Alegria. Río de Janeiro: Pedra que ronca.
- Veloso, Caetano (1997). Verdade tropical.. São Paulo: Companhia das Letras.
- Veloso, Caetano (2003). Tropical Truth: A Story of Music and Revolution in Brazil. Nueva York, Nueva York: Alfred A. Knopf.
- Veloso, Caetano (2003). Letra só. São Paulo: Companhia das Letras.
- Veloso, Caetano (2005). O mundo não é chato. São Paulo: Companhia das Letras.
- Morais Junior, Luís Carlos de (2004). Crisólogo. O estudante de poesia Caetano Veloso. Río de Janeiro: HP Comunicação.
- Mei, Giancarlo (2004). Canto Latino: Origine, Evoluzione e Protagonisti della Musica Popolare del Brasile (en italiano). Stampa Alternativa-Nuovi Equilibri.
- Gildo de stefano, Il popolo del Samba: la vicenda e i protagonisti della Música Popular Brasileira, Prefazione di Chico Buarque, Introduzione di Gianni Minà, RAI-ERI, Roma 2005 ISBN 8839713484
- Di Carlo, Josnei (2020). Is there a theory of peripheral postmodernism? Tropicália and the art criticism of Mário Pedrosa in the 1960s.Revista do Instituto de Estudos Brasileiros, 1(76): 18-33.